# Victor Bulwer-Lytton
Lord Victor Alexander George Robert Bulwer-Lytton, II conte di Lytton GCSI, GCIE, PC, DL (Simla, 9 agosto 1876 – Exeter, 25 ottobre 1947), è stato un politico britannico.
Servì come governatore del Bengala tra il 1922 ed il 1927 e fu per breve tempo Viceré d'India in carica nel 1926. Guidò la Commissione Lytton per contro della Società delle Nazioni, nel 1931-32, producendo la Relazione Lytton che condannò l'aggressione giapponese contro la Cina in Manciuria.

## Biografia
Era il quarto figlio, ma il più anziano sopravvissuto, di Robert Bulwer-Lytton, I conte di Lytton e della celebre Lady Edith Villiers, nipote di Thomas Villiers, I conte di Clarendon (a sua volta discendente di George Villiers, I duca di Buckingham) e pronipote di William Capell, III conte di Essex. Bulwer-Lytton nacque a Simla, nell'India britannica, all'epoca in cui suo padre era viceré della colonia; Bulwer-Lytton ebbe il titolo di Visconte Knebworth fino a quando, nel 1891, successe al padre quale Conte di Lytton;  i suoi sei fratelli erano Edward Rowland John Bulwer-Lytton (morto giovane), Lady Elizabeth Edith "Betty" Bulwer-Lytton (moglie di Gerald Balfour, II conte di Balfour, fratello del futuro primo ministro Arthur Balfour), Lady Constance Bulwer-Lytton (un'importante suffragetta), Henry Meredith Edward Bulwer-Lytton (che morì giovane), Lady Emily Bulwer-Lytton (che sposò l'architetto Edwin Lutyens) e Neville Bulwer-Lytton, III conte di Lytton.
Mandato a studiare in Inghilterra, fu educato presso l'Eton College e si laureò presso il Trinity College di Cambridge, dove fu segretario dell'University Pitt Club.   Nel 1905 fu presidente del Sir Walter Scott Club di Edimburgo e diede il brindisi a Sir Walter alla cena annuale del club.

## Carriera politica

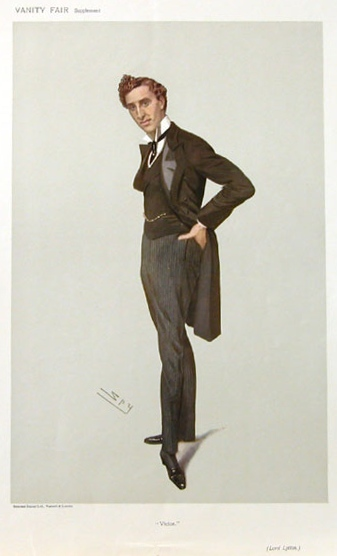
Lytton caricaturizzato da spia per Vanity Fair, 1906

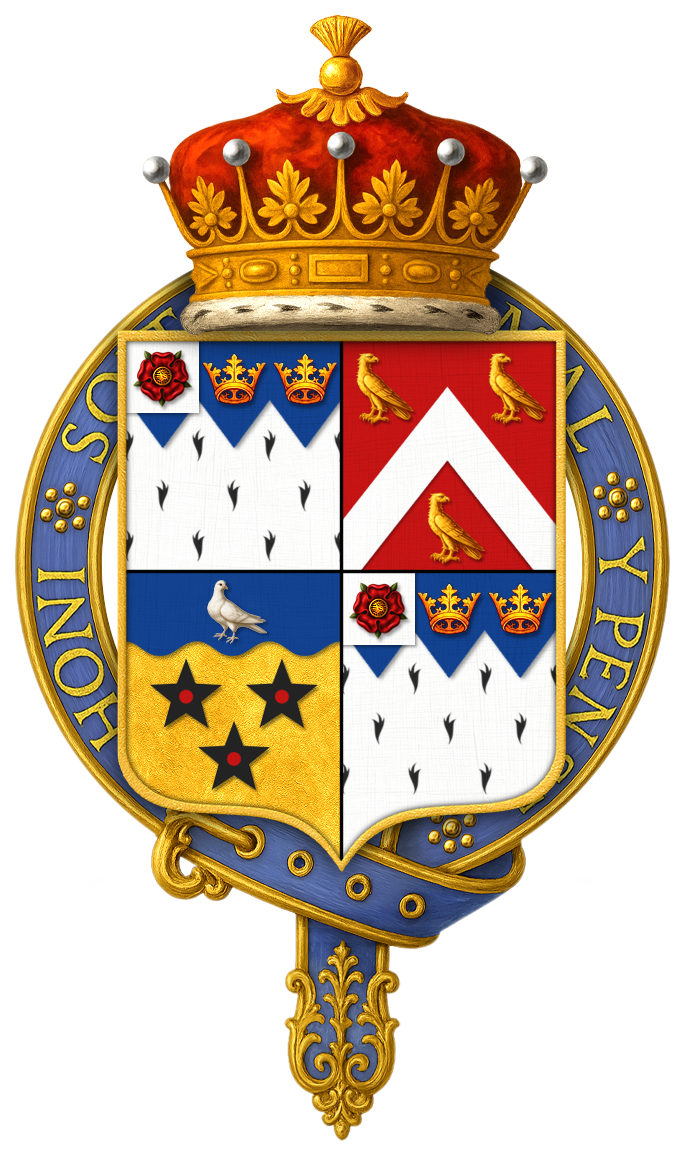
Scudo d'armi circondato da giarrettiera di Victor Bulwer-Lytton, II conte di Lytton, KG, come mostrato sulla sua piastra di stalla dell'Ordine della Giarrettiera nella Cappella di San Giorgio.

Lytton prese posto alla Camera dei Lord come conservatore nel gennaio 1902, dove fu un sostenitore del suffragio femminile, influenzato da sua sorella, la suffragetta, Lady Constance Bulwer-Lytton. Presiedette il "Comitato di conciliazione" di tutti i partiti che redasse il Parliamentary Franchise (Women) Bill, noto come Conciliation Bill, nel 1910. La coalizione in tempo di guerra diede a Lytton la possibilità di ricoprire cariche governative ed egli iniziò la sua carriera da funzionario ricoprendo vari incarichi nell'Ammiragliato tra il 1916 e il 1920, prima di essere nominato Sottosegretario di Stato per l'India, un incarico che ricoprì tra il 1920 e il 1922. Nel 1919 divenne anche Consigliere privato. Il 16 febbraio 1922 venne nominato Governatore del Bengala, rimanendo in carica fino al 3 marzo 1927.
Per un breve periodo, quando nel 1926 ci fu un posto vacante causato da un cambiamento nei detentori, fu anche viceré, il vecchio incarico di suo padre. Dopo ciò ricoprì varie posizioni in varie capacità, quando emersero questioni riguardanti l'India. Scrisse due libri, il primo era una vita di suo nonno Lord Lytton, mentre l'altro libro parlava delle sue esperienze in India e si chiamava Pundits and Elephants, pubblicato nel 1942. Venne nominato Cavaliere della Giarrettiera nel 1933.
Fu presidente della London Associated Electricity Undertakings Limited dal 1937 al 1947.
Lytton è noto soprattutto per la sua presidenza della Commissione Lytton, che venne inviata dalla Società delle Nazioni in una missione d'inchiesta per determinare di chi fosse la colpa nella guerra del 1931 tra Giappone e Cina. La relazione Lytton della commissione, pubblicata ufficialmente il 1º ottobre 1932, condannò l'aggressione giapponese. In risposta, il Giappone si ritirò dalla Società delle Nazioni.

## Vita privata
Il 3 aprile 1905 Bulwer-Lytton sposò Pamela Chichele-Plowden nella Chiesa di Santa Margherita. Pamela era figlia di Sir Trevor Chichele Plowden e Millicent Frances Foster (figlia maggiore del generale Sir Charles John Foster, KCB). Suo fratello maggiore era Alfred Chichele Plowden. Essa fu una vecchia fiamma di Sir Winston Churchill, che l'aveva incontrata durante una partita di polo a Secunderabad. Nel 1902 ebbe termine la relazione tra la Chichele-Plowden e Churchill, quando lei sposò Bulwer-Lytton. Insieme, la coppia ebbe due figli, entrambi morti prima di Lytton, e due figlie:
- Antony Bulwer-Lytton, Visconte Knebworth (1903–1933), un parlamentare per Hitchin morto a 30 anni in un incidente aereo mentre prestava servizio con l'Auxiliary Air Force.[10]
- Lady Margaret Hermione Millicent Bulwer-Lytton (1905–2004), che sposò Cameron Fromanteel Cobbold, che divenne governatore della Banca d'Inghilterra, Lord ciambellano e barone Cobbold nel 1960.[10]
- Lady Davidema Katharine Cynthia Mary Millicent Bulwer-Lytton (1909–1995), che sposò John Crichton, V conte Erne nel 1931.[11]  Dopo la sua morte, sposò Christopher Woodhouse, V barone Terrington nel 1945.[12]
- Alexander Edward John Bulwer-Lytton, Visconte Knebworth, MBE (1910–1942), che venne ucciso nella seconda battaglia di El Alamein durante la seconda guerra mondiale.[10]

Lord Lytton morì nell'ottobre del 1947, all'età di 71 anni. Poiché nessuno dei suoi figli aveva lasciato un figlio, i titoli di Lytton vennero ereditati alla sua morte dal fratello minore Neville Bulwer-Lytton. Knebworth House passò a sua figlia Lady Hermione Cobbold.

## Ascendenza
|                                          |                 |                                       | Genitori                          |  |  | Nonni |  |  | Bisnonni             |  |  | Trisnonni              |  |
|                                          |                 |                                       |                                   |  |  |       |  |  | William Earle Bulwer |  |  | William Wiggett Bulwer |  |
|                                          |                 |                                       |                                   |  |  |       |  |  | William Earle Bulwer |  |  | William Wiggett Bulwer |  |
|                                          |                 | Mary Earle                            |                                   |  |  |       |  |  | William Earle Bulwer |  |  |                        |  |
| Edward Bulwer-Lytton, I barone Lytton    |                 |                                       |                                   |  |  |       |  |  | William Earle Bulwer |  |  |                        |  |
|                                          |                 | Elizabeth Barbara Lytton              | Richard Warburton Lytton          |  |  |       |  |  |                      |  |  |                        |  |
|                                          |                 | Elizabeth Barbara Lytton              | Richard Warburton Lytton          |  |  |       |  |  |                      |  |  |                        |  |
|                                          |                 | Elizabeth Barbara Lytton              | Elizabeth Jodrell                 |  |  |       |  |  |                      |  |  |                        |  |
| Robert Bulwer-Lytton, I conte di Lytton  |                 | Elizabeth Barbara Lytton              |                                   |  |  |       |  |  |                      |  |  |                        |  |
|                                          |                 | Francis Massy Wheeler                 | …                                 |  |  |       |  |  |                      |  |  |                        |  |
|                                          |                 | Francis Massy Wheeler                 | …                                 |  |  |       |  |  |                      |  |  |                        |  |
|                                          |                 | Francis Massy Wheeler                 | …                                 |  |  |       |  |  |                      |  |  |                        |  |
| Rosina Wheeler                           |                 | Francis Massy Wheeler                 |                                   |  |  |       |  |  |                      |  |  |                        |  |
|                                          |                 | Anna Doyle                            | Nicholas Milley Doyle             |  |  |       |  |  |                      |  |  |                        |  |
|                                          |                 | Anna Doyle                            | Nicholas Milley Doyle             |  |  |       |  |  |                      |  |  |                        |  |
|                                          |                 | Anna Doyle                            | Anna Dunbar                       |  |  |       |  |  |                      |  |  |                        |  |
| Victor Bulwer-Lytton, II conte di Lytton |                 | Anna Doyle                            |                                   |  |  |       |  |  |                      |  |  |                        |  |
|                                          | George Villiers | Thomas Villiers, I conte di Clarendon |                                   |  |  |       |  |  |                      |  |  |                        |  |
|                                          | George Villiers | Thomas Villiers, I conte di Clarendon |                                   |  |  |       |  |  |                      |  |  |                        |  |
|                                          | George Villiers | Charlotte Capell                      |                                   |  |  |       |  |  |                      |  |  |                        |  |
| Edward Ernest Villiers                   | George Villiers |                                       |                                   |  |  |       |  |  |                      |  |  |                        |  |
|                                          |                 | Theresa Parker                        | John Parker, I barone Boringdon   |  |  |       |  |  |                      |  |  |                        |  |
|                                          |                 | Theresa Parker                        | John Parker, I barone Boringdon   |  |  |       |  |  |                      |  |  |                        |  |
|                                          |                 | Theresa Parker                        | Theresa Robinson                  |  |  |       |  |  |                      |  |  |                        |  |
| Edith Villiers                           |                 | Theresa Parker                        |                                   |  |  |       |  |  |                      |  |  |                        |  |
|                                          |                 | Thomas Liddell, I barone Ravensworth  | Henry George Liddell, V baronetto |  |  |       |  |  |                      |  |  |                        |  |
|                                          |                 | Thomas Liddell, I barone Ravensworth  | Henry George Liddell, V baronetto |  |  |       |  |  |                      |  |  |                        |  |
|                                          |                 | Thomas Liddell, I barone Ravensworth  | Elizabeth Steele                  |  |  |       |  |  |                      |  |  |                        |  |
| Elizabeth Charlotte Liddell              |                 | Thomas Liddell, I barone Ravensworth  |                                   |  |  |       |  |  |                      |  |  |                        |  |
|                                          |                 | Maria Susannah Simpson                | John Simpson                      |  |  |       |  |  |                      |  |  |                        |  |
|                                          |                 | Maria Susannah Simpson                | John Simpson                      |  |  |       |  |  |                      |  |  |                        |  |
|                                          |                 | Maria Susannah Simpson                | Anne Lyon                         |  |  |       |  |  |                      |  |  |                        |  |
|                                          |                 | Maria Susannah Simpson                |                                   |  |  |       |  |  |                      |  |  |                        |  |